# Kaj Bonnier
Kaj Bonnier, född 16 mars 1901 i Stockholms mosaiska församling, död 5 november 1970 i Oscars församling i Stockholm, var en svensk bokförläggare.
Kaj Bonnier var son till bokförläggaren Karl Otto Bonnier och Lisen, ogift Josephson. Han var sonson till bokförläggaren Albert Bonnier och dotterson till grosshandlaren Wilhelm Josephson. Vidare var han bror till förläggarna Tor Bonnier och Åke Bonnier den äldre samt genetikern Gert Bonnier. Han var också brorson till konstnären Eva Bonnier och systerson till konstsamlaren John Josephson. Kaj Bonnier tillhörde mediesläkten Bonnier.
Efter studentexamen 1919 anställdes han i firma Albert Bonnier 1920, bedrev yrkesstudier vid Nordiska bokhandeln i Stockholm 1920, var därefter i tur och ordning hos Ullstein & Co i Berlin 1921, hos Hachette & Co i Paris 1922, hos Librairie Stock i Paris 1923 och hos Albert Bonnier Publishing House i New York 1923–1924. Han återvände till Albert Bonnier 1924, var verkställande direktör 1941–1953 och styrelseordförande 1953–1962.
Han satt i styrelsen för Dagens Nyheter AB från 1946 och blev dess ordförande 1960. Vidare var han ordförande i Svenska bokförläggareföreningen 1955–1960 och fullmäktig i Stockholms handelskammare från 1956.
Kaj Bonnier gifte sig 1923 Ulla Wetterlind (1900–1993), dotter till grosshandlaren Josef Wetterlind och Fredrique Ericsson. De fick tre barn: Suzanne Bonnier (1924–2016), Tomas Bonnier (1926–2021) och David Bonnier (född 1933).
Han är begravd på Galärvarvskyrkogården i Stockholm tillsammans med sin hustru.